# كأس أوروبا لكرة السلة للسيدات 2015–16
كأس أوروبا لكرة السلة للسيدات 2015–16 هو الموسم 14 من  كأس أوروبا لكرة السلة للسيدات. أقيم خلال الفترة 28 أكتوبر 2015 وحتى 13 أبريل 2016، وأشرف على تنظيمه الاتحاد الأوروبي لكرة السلة، وكان عدد الأندية المشاركة فيه  32، وفاز فيه نادي بورجيز لكرة السلة للسيدات.